# 鱒形棘隆頭魚
鱒形棘隆頭魚，為輻鰭魚綱鱸形目隆頭魚亞目隆頭魚科的其中一種，分布於中東大西洋區，包括馬德拉群島、加那利群島、亞速群島海域，棲息深度5-15公尺，體長可達18公分，棲息在沿海海草生長的礁石區海域，生活習性不明。